# Kulczyn (wieś w województwie mazowieckim)
Kulczyn – wieś w Polsce, położona w województwie mazowieckim, w powiecie zwoleńskim, w gminie Przyłęk. Ma status sołectwa.
| SIMC    | Nazwa    | Rodzaj    |
| ------- | -------- | --------- |
| 0633337 | Ludwików | część wsi |
| 1059596 | Stasinki | część wsi |

W latach 1975 – 1998 wieś administracyjnie należała do województwa radomskiego.
Wierni Kościoła rzymskokatolickiego należą do parafii Matki Bożej Częstochowskiej w Przyłęku.